# Episodi di Parks and Recreation (sesta stagione)
La sesta stagione della serie televisiva Parks and Recreation, composta da 22 episodi, è stata trasmessa in prima visione negli Stati Uniti da NBC dal 26 settembre 2013 al 24 aprile 2014.
In Italia la stagione è stata trasmessa in prima visione da Joi, canale pay della piattaforma Mediaset Premium, dal 7 gennaio al 2 settembre 2014.
| nº | Titolo originale                    | Titolo italiano                         | Prima TV USA      | Prima TV Italia  |
| -- | ----------------------------------- | --------------------------------------- | ----------------- | ---------------- |
| 1  | London (Part One)                   | Si va a Londra!                         | 26 settembre 2013 | 7 gennaio 2014   |
| 2  | London (Part Two)                   | La premiazione                          | 26 settembre 2013 | 14 gennaio 2014  |
| 3  | The Pawnee-Eagleton Tip off Classic | Risanamento conti pubblici              | 3 ottobre 2013    | 21 gennaio 2014  |
| 4  | Doppelgängers                       | I doppioni                              | 10 ottobre 2013   | 28 gennaio 2014  |
| 5  | Gin It Up!                          | Uno scabroso "cinguettio"               | 17 ottobre 2013   | 4 febbraio 2014  |
| 6  | Filibuster                          | Ostruzionismo                           | 14 novembre 2013  | 11 febbraio 2014 |
| 7  | Recall Vote                         | Voto di revoca                          | 14 novembre 2013  | 18 febbraio 2014 |
| 8  | Fluoride                            | Fluoro                                  | 21 novembre 2013  | 25 febbraio 2014 |
| 9  | The Cones of Dunshire               | Un difficile negoziato                  | 21 novembre 2013  | 4 marzo 2014     |
| 10 | Second Chunce                       | L'ultimo giorno                         | 9 gennaio 2014    | 11 marzo 2014    |
| 11 | New Beginnings                      | Nuovi inizi                             | 16 gennaio 2014   | 18 marzo 2014    |
| 12 | Farmers Market                      | Scontro all'ultima bietola              | 23 gennaio 2014   | 25 marzo 2014    |
| 13 | Ann and Chris                       | Amici veri                              | 30 gennaio 2014   | 5 agosto 2014    |
| 14 | Anniversaries                       | Anniversari                             | 27 febbraio 2014  | 5 agosto 2014    |
| 15 | The Wall                            | Il muro                                 | 6 marzo 2014      | 12 agosto 2014   |
| 16 | New Slogan                          | Pensare in grande                       | 13 marzo 2014     | 12 agosto 2014   |
| 17 | Galentine's Day                     | Una nuova migliore amica                | 20 marzo 2014     | 19 agosto 2014   |
| 18 | Prom                                | Il ballo di fine anno                   | 3 aprile 2014     | 19 agosto 2014   |
| 19 | Flu Season 2                        | La stagione dell'influenza 2            | 10 aprile 2014    | 26 agosto 2014   |
| 20 | One in 8,000                        | Uno su 8.000                            | 17 aprile 2014    | 26 agosto 2014   |
| 21 | Moving Up (Part One)                | Il festival dell'unione (prima parte)   | 24 aprile 2014    | 2 settembre 2014 |
| 22 | Moving Up (Part Two)                | Il festival dell'unione (seconda parte) | 24 aprile 2014    | 2 settembre 2014 |